# パレスチナ系アメリカ人
パレスチナ系アメリカ人は、パレスチナに家系起源を持つアメリカ合衆国民である。最初のパレスチナ移民がアメリカ合衆国に到達したのがいつかは定かではないが、最初の移民の多くはオスマン帝国から1800年代末に移住したキリスト教徒であり、その他は第一次中東戦争と第三次中東戦争の結果として移住した。
パレスチナ人はニューヨーク市、ロサンゼルス、デトロイトのような都市の、レバノン系やイエメン系を始めとする他のアラブ系コミュニティの側に定着した。
2000年のアメリカ合衆国のセンサスによれば、72,112人のパレスチナ系市民が合衆国にて暮らしていた。しかし、アラブ系アメリカ人研究財団は252,000人と推計し、パレスチナ系アメリカ人評議会は179,000人（1999年）だとしている。

## 脚註
1. ↑  The Arab American Institute Foundation